# Tim Dahl

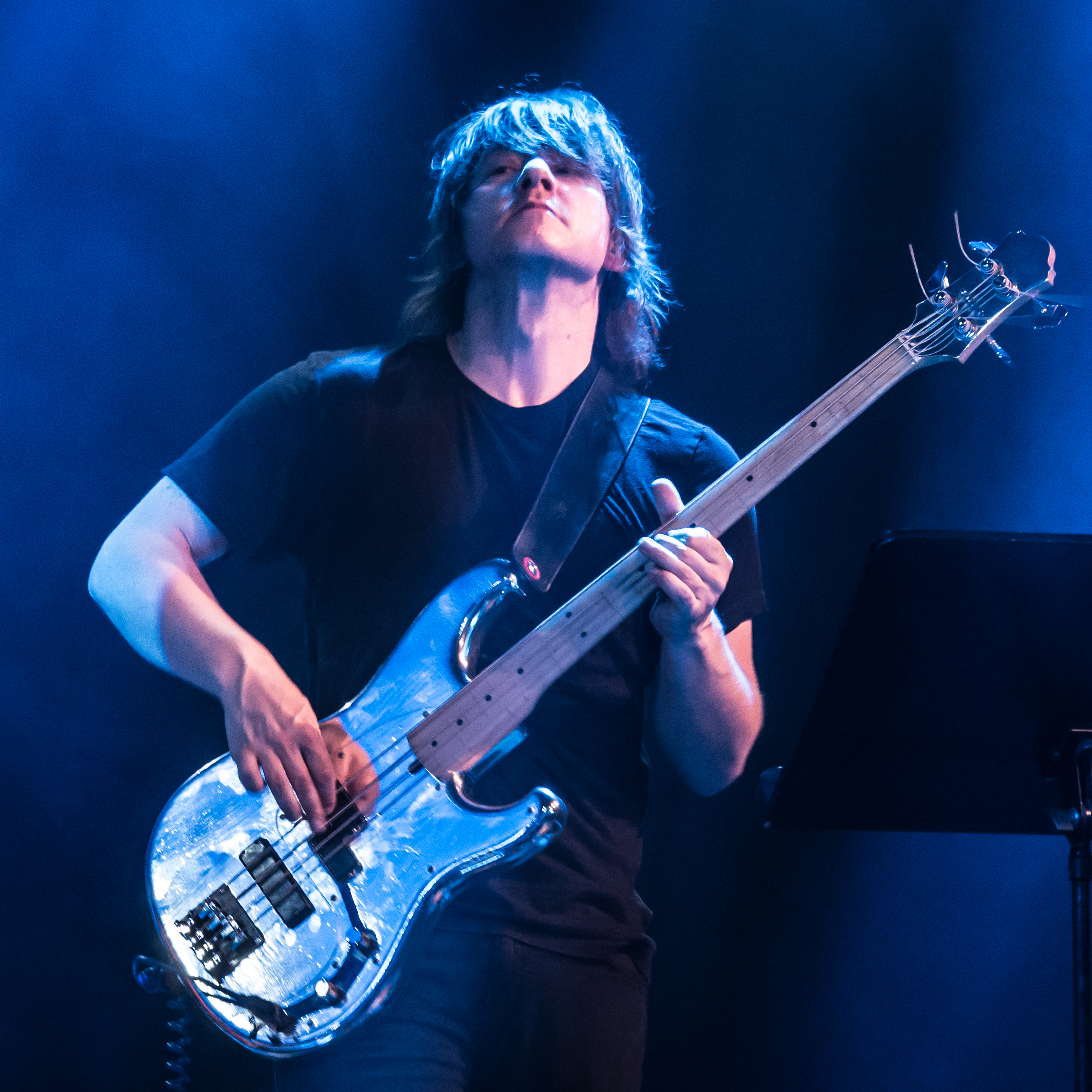
Tim Dahl (2015)

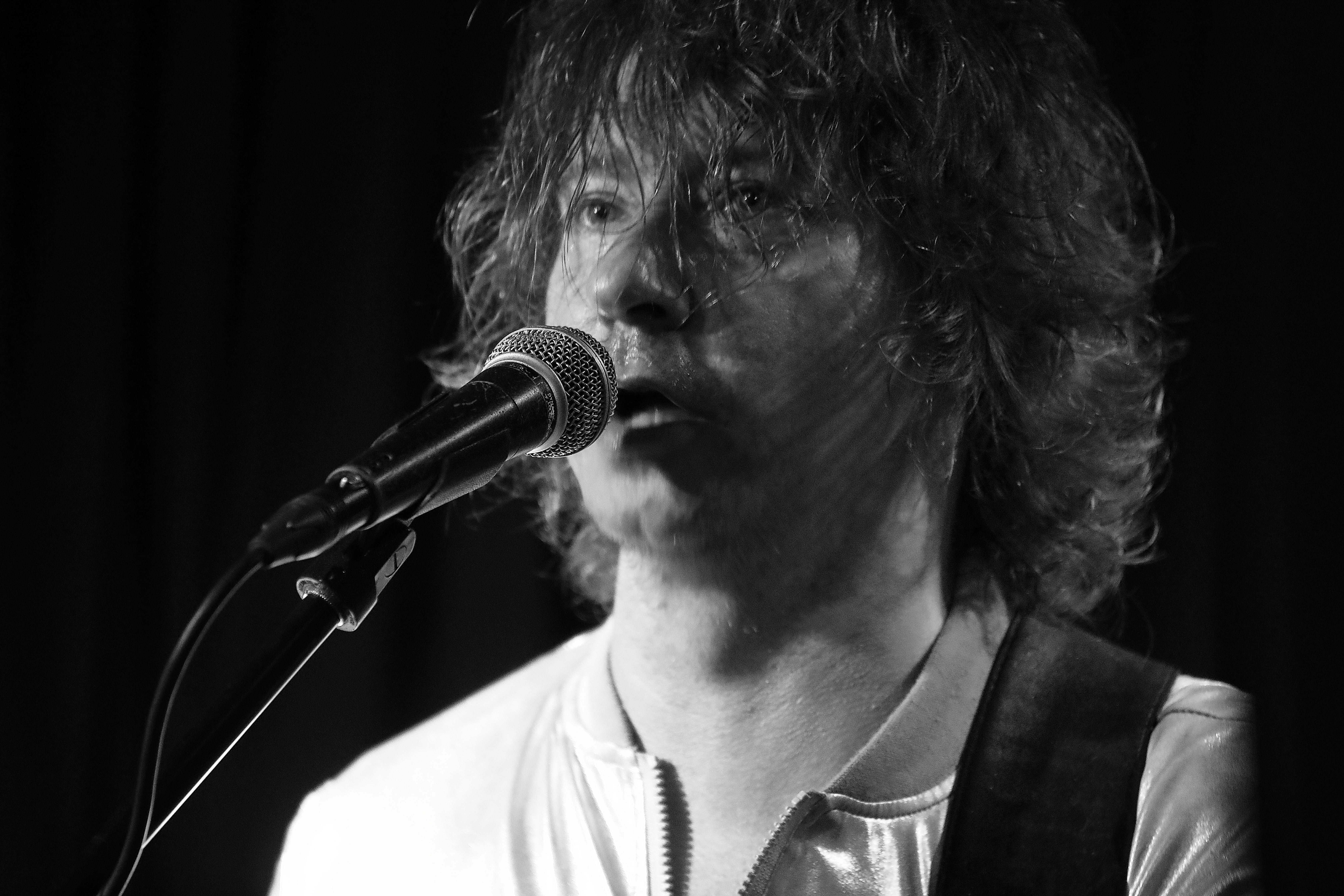
Mit Child Abuse im club W71 (2019)

Tim Dahl (* 1985) ist ein US-amerikanischer Jazz- und Improvisationsmusiker (Kontrabass, E-Bass, auch Gesang, Keyboards, Komposition).

## Leben und Wirken
Dahl arbeitete Anfang der 2000er-Jahre mit Yusef Lateef, mit dem erste Aufnahmen entstanden (A Tribute for Yusef Lateef), außerdem war er Mitglied des Trios The Hub mit Dan Magay (Altsaxophon) und Sean Noonan (Schlagzeug). In den folgenden Jahren spielte er u. a. mit Andrew Barker, Paul Dunmall, Mike Pride, Peter Evans, Ava Mendoza, Chris Pitsiokos, Ches Smith, Mary Halvorson, Weasel Walter, Lydia Lunch, Matt Nelson und Nate Wooley. Mit Eric Lau und Oran Canfield spielt er seit 2004 im Trio Child Abuse eine Mischung aus Metal, Noise und Free Jazz.

## Diskographische Hinweise
- Mick Barr, Kevin Shea, Tim Dahl: Untitled (ugEXPLODE, 2012)
- Andrew Barkerm, Paul Dunmall, Tim Dahl: Luddite (New Atlantis Records, 2014)
- The Gate Featuring Tim Dahl and Nate Wooley: Stench (Smeraldina-Rima, 2014), mit Tom Blancarte, Brian Osborne, Dan Peck
- Mike Pride, Peter Evans, Tim Dahl: Pulverize the Sound (Relative Pitch, 2015)